# Lufuradom
Lufuradom (INN) là một dẫn xuất của thuốc và thuốc benzodiazepine, không giống như các thuốc benzodiazepin khác, được mô tả là thuốc giảm đau. Tương tự như tifluadom tương tự của nó, nó không bao giờ được bán trên thị trường.